# Nowa Wola (Lublin)
Pour les articles homonymes, voir Nowa Wola.
Nowa Wola (prononciation : [ˈnɔva ˈvɔla]) est un village polonais de la gmina de Serniki dans le powiat de Lubartów de la voïvodie de Lublin dans l'est de la Pologne.
Il se situe à environ 5 kilomètres au sud-est de Serniki (siège de la gmina), 11 kilomètres au sud-est de Lubartów (siège du powiat) et 22 kilomètres au nord-est de Lublin (capitale de la voïvodie).
Le village comptait approximativement une population de 983 habitants en 2010.

## Histoire
De 1975 à 1998, le village est attaché administrativement à l'ancienne Voïvodie de Lublin.

Depuis 1999, il fait partie de la nouvelle voïvodie de Lublin.